# 843 هـ
843 هـ هي سنة في التقويم الهجري امتدت مقابلةً في التقويم الميلادي بين سنتي 1439 و1440.

## وفيات
- ابن خطيب الناصرية